# Iliwerung
Iliwerung je menší a v současné době nečinný vulkanický komplex, nacházející se v jižní části indonéského ostrova Lembata. Tvoří ho skupina kráterů a lávových dómů, seřazených v linii situované severojižním směrem. Od roku 1870 bylo zaznamenáno několik erupcí, z nichž ta největší proběhla v dubnu 1948. Během ní sopka vyvrhla 6 milionů m³ tefry a vylilo se asi 2 miliony m³ lávy. Erupce si taktéž vyžádala lidské životy. Novější aktivita (od roku 1974) se přesunula do pobřežních vod jihovýchodně od komplexu.
K poslední sopečné erupci došlo na konci listopadu 2021.